# Lothar Hugo von Spitzemberg

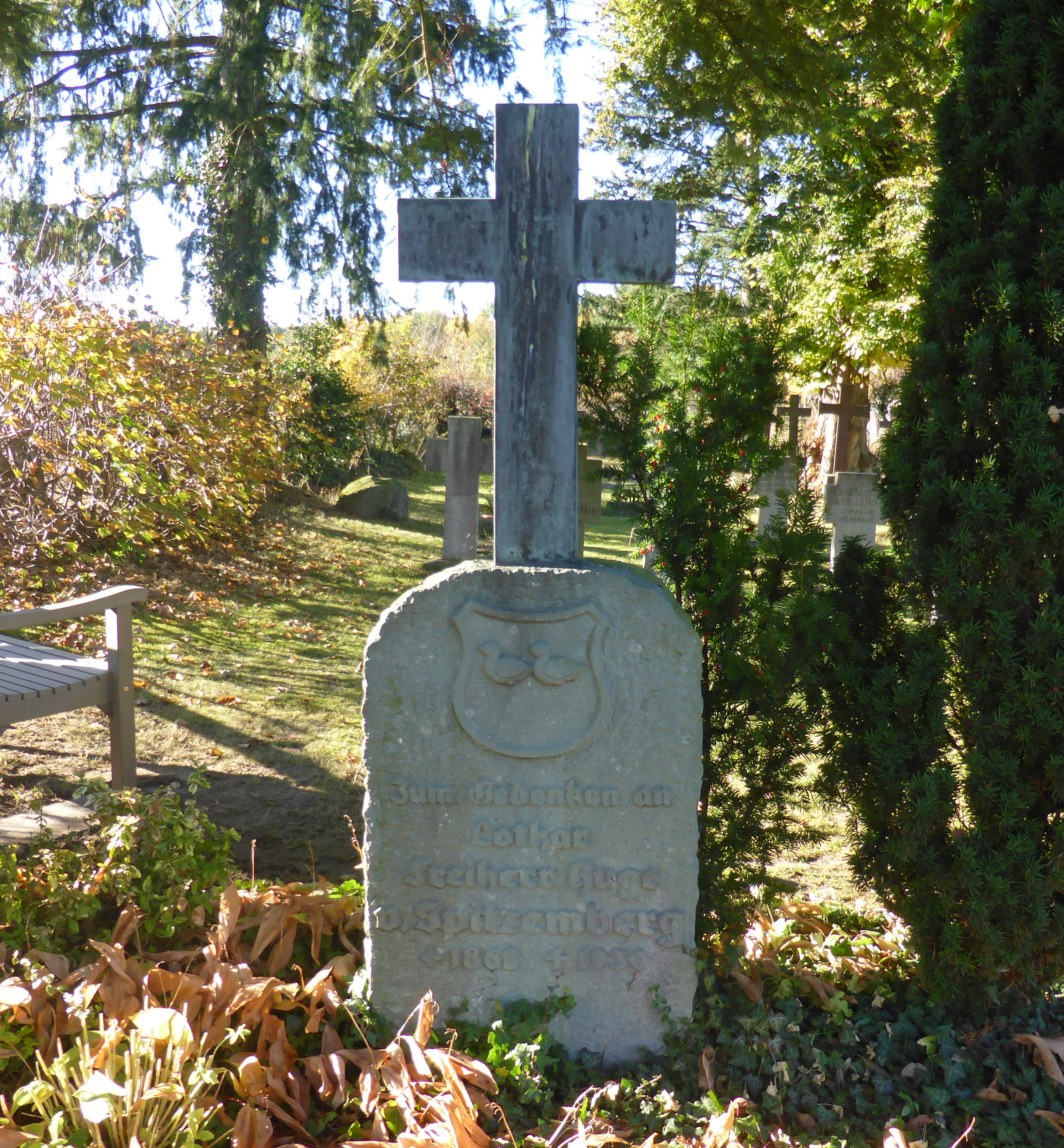
Denkmal

Lothar Freiherr Hugo von Spitzemberg (* 16. Oktober 1868 in Berlin; † 30. Juli 1930 in Potsdam) war Kammerherr der Kaiserin Auguste Victoria und preußischer Landrat.

## Leben
Lothar Freiherr Hugo von Spitzemberg entstammte dem lothringischen Adelsgeschlecht von Spitzemberg, war der Enkelsohn des königlich-württembergischen Oberst-Kammerherrn, Generalleutnant und Hofjägermeisters Franz Xaver Freiherr von Spitzemberg und Sohn des württembergischen Gesandten in Berlin Karl von Spitzemberg und der Hildegard Freiin von Varnbüler.
Am 7. Oktober 1893 erhielt er in Stuttgart die württembergische Erlaubnis zur Führung des vollen Familiennamens „Hugo von Spitzemberg“.
Im Jahr 1900 heiratete er Jutta von Alten (1876–??). Anlässlich der Verlobung wurde dem Paar von Baron Eberhard von Alten am 2. August 1900 eine Medaille gewidmet, die sich heute im Münzkabinett des Landesmuseums Württemberg befindet.
Im Jahr 1902 übernahm er das Amt des Landrats im preußischen Kreis Grafschaft Wernigerode. Das Amt trat er ein Jahr später in Wernigerode an und nahm es bis 1911 wahr.
Lothar Freiherr Hugo von Spitzemberg starb Ende Juli 1930 im Alter von 61 Jahren in Potsdam. Ein Denkmal in Isenhagen erinnert noch heute an ihn. Tochter Gisela Freiin Hugo von Spitzemberg war Äbtissin des bedeutendsten der sechs Heideklöster, des Klosters Isenhagen.